# Daniele Masala
Daniele Masala (n. 12 februarie 1955, Roma, Italia) este un sportiv ce a reprezentat Italia, medaliat olimpic. A participat la 3 ediții ale Jocurilor Olimpice (1976, 1984, 1988) în care a câștigat o medalie de aur și o medalie de argint.